# Can Pecador
Can Pecador és una masia del poble de Bigues, en el terme municipal de Bigues i Riells, a la comarca catalana del Vallès Oriental.
Es troba a l'extrem oriental del terme, molt a prop del límit amb l'Ametlla del Vallès. És a migdia de Can Petrallos i al nord-oest del Pinar i el Portús, al nord-est del Pla d'Arnau. Aquesta antiga masia és el 2010 una àmplia explotació agropecuària.
Tot i les reformes que ha sofert, pot tractar-se d'un edifici almenys del segle xvii. Està inclosa en el Catàleg de masies i cases rurals de Bigues i Riells.